# Pieter Versterre
Pieter Versterre (Vlissingen, eerste helft v. 17e eeuw - Paramaribo, 22 maart 1677) was een Nederlands militair en ad interim Gouverneur van Suriname. 
Versterre was vermoedelijk de zoon van Samuel Claes Versterre, boekhandelaar en stadsdrukker in Vlissingen. Pieter ging het leger in en vertrok in 1667 als vaandrig in het leger van de Staten van Zeeland naar Suriname dat in dat jaar door Abraham Crijnssen op de Engelsen veroverd was. In Suriname werd Versterre bevorderd tot commandeur van de troepen, eerst onder Crijnssen en daarna onder diens opvolger, Philip Julius Lichtenberg. Na het vertrek in 1671 van Lichtenberg werd Versterre aangesteld tot gouverneur ad interim.
In 1672 brak er weer oorlog met Engeland uit. Suriname werd door Engelse schepen afgesneden van de Republiek en het geld en voedsel raakten op. In 1673 werd de blokkade doorbroken door Cornelis Evertsen. Bij de Vrede van Westminster werd bepaald dat de Engelsen ongestraft de kolonie mochten verlaten. Hierdoor nam het aantal plantages sterk af. Versterre raakte, door zijn belangen in plantage Courcabo in conflict met de Engelse mede-eigenaar Jeronimo Clifford.
De uittocht van plantage-eigenaren werd nog groter nadat de Staten van Zeeland de zondagsrust instelden. Hierdoor vertrokken ook veel Joodse plantage-eigenaren. Door het verlenen van gunsten en het uitvaardigen van verbodsbepalingen probeerde Versterre de voortdurende emigratie van Engelsen en Joden tegen te gaan. Desondanks vertrokken vele planters naar Engels gebied, vooral door toedoen van gouverneur William Willoughby van Barbados; broer van Francis Willoughby, de eerste kolonisator van Suriname. De uittocht werd zo groot dat Versterre het vertrek van de Joden verbood met het excuus dat zij geen Engelsen waren.
Door de afname van de bevolking verzwakte niet alleen de weerstand tegen buitenlandse, maar ook tegen binnenlandse tegenstanders. De Caraïben, de oorspronkelijke bewoners van Suriname zagen hun kans schoon en kwamen in opstand tegen Versterre. Toen in 1675 twee handelaren aan de Coppename werden vermoord, besloot Versterre om een flinke strafexpeditie te sturen.
Als gouverneur ondervond hij veel tegenwerking van de plantage-eigenaren nadat de Staten van Zeeland hem hadden opgedragen meer belasting te innen. Door het verblijf in de tropen nam de gezondheid van Versterre af en hij overleed in 1677 na zes jaar lang waarnemend gouverneur te zijn geweest. Zijn opvolger werd Abel Thisso, toen Raad van Politie.
Na zijn dood stelde Nicolaas Combe een lijst op van achterstallige vorderingen. Volgens deze lijst had Versterre op grote schaal gezwendeld. In totaal had hij bij zijn overlijden een schuld aan het land van 345.171 pond suiker, vergelijkbaar met de waarde van 12 goede plantages. Zo was hij eigenaar van de plantages Courcabo en Imotapi, maar had hij daarover nooit belasting betaald.